# 貝爾訥河 (埃姆舍爾河支流)
51°30′19″N 6°56′30″E / 51.50528°N 6.94167°E

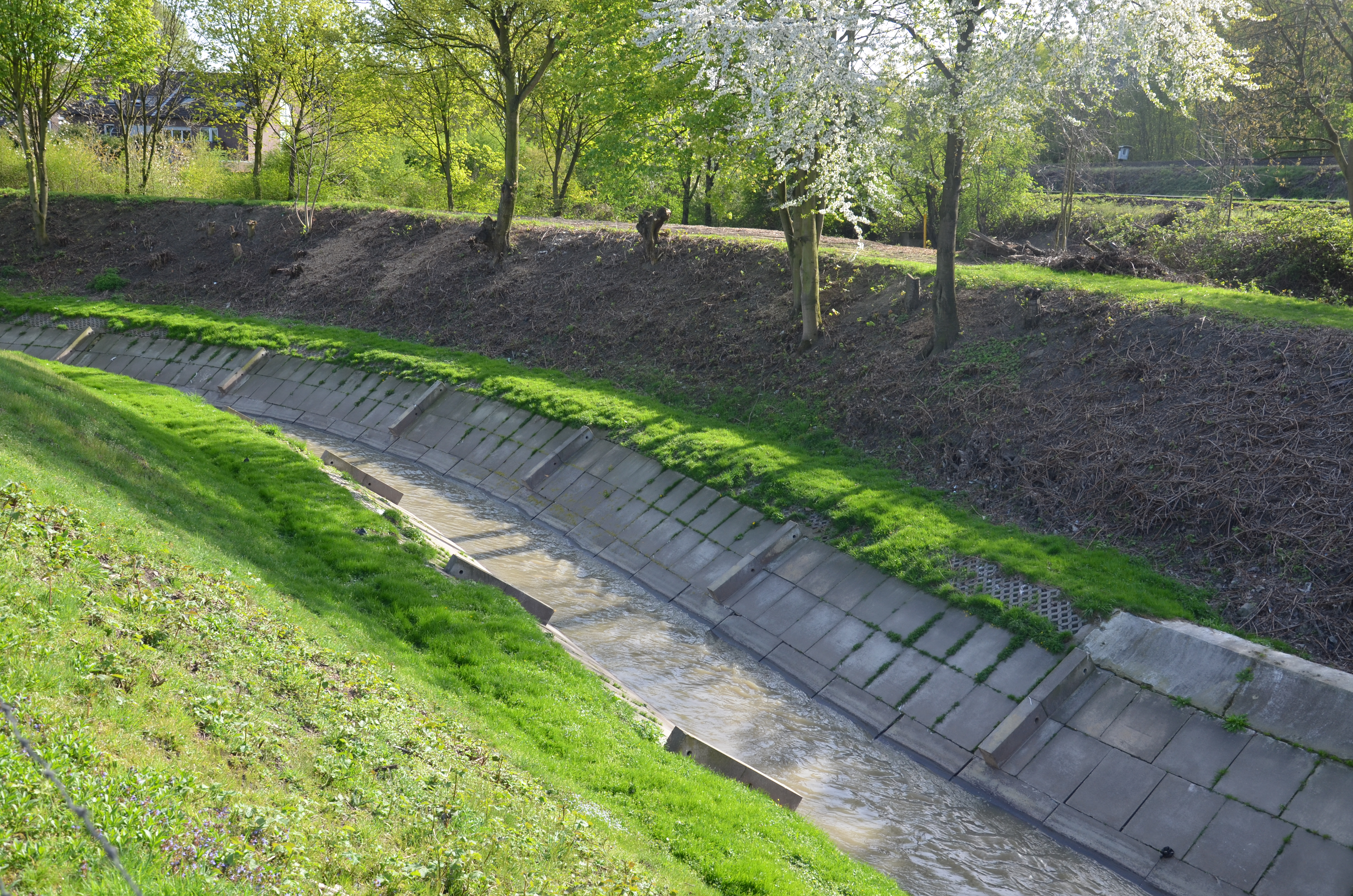

貝爾訥河（德語：Berne），是德國的河流，位於該國西部，處於北萊茵-威斯特法倫州，屬於埃姆舍爾河的左支流，河道全長8.6公里，流域面積62.1平方公里。